# Victor Larsen
Pour les articles homonymes, voir Larsen.
Otto Victor Larsen, né le 25 février 1890 à Nørre Alslev (Danemark) et mort le 24 avril 1952 à Brarup (Allemagne), est un homme politique danois membre du Parti populaire conservateur (KF), ancien ministre et ancien député au Parlement (le Folketing).

## Distinctions
- Chevalier de l'ordre de Dannebrog